# پچلنیک (استان دوبریچ)
پچلنیک (به بلغاری: Pchelnik) یک منطقهٔ مسکونی در بلغارستان است که در شهرستان دوبریچکا واقع شده‌است.